# Veriora (ancienne commune)
Pour le bourg actuel, voir Veriora.

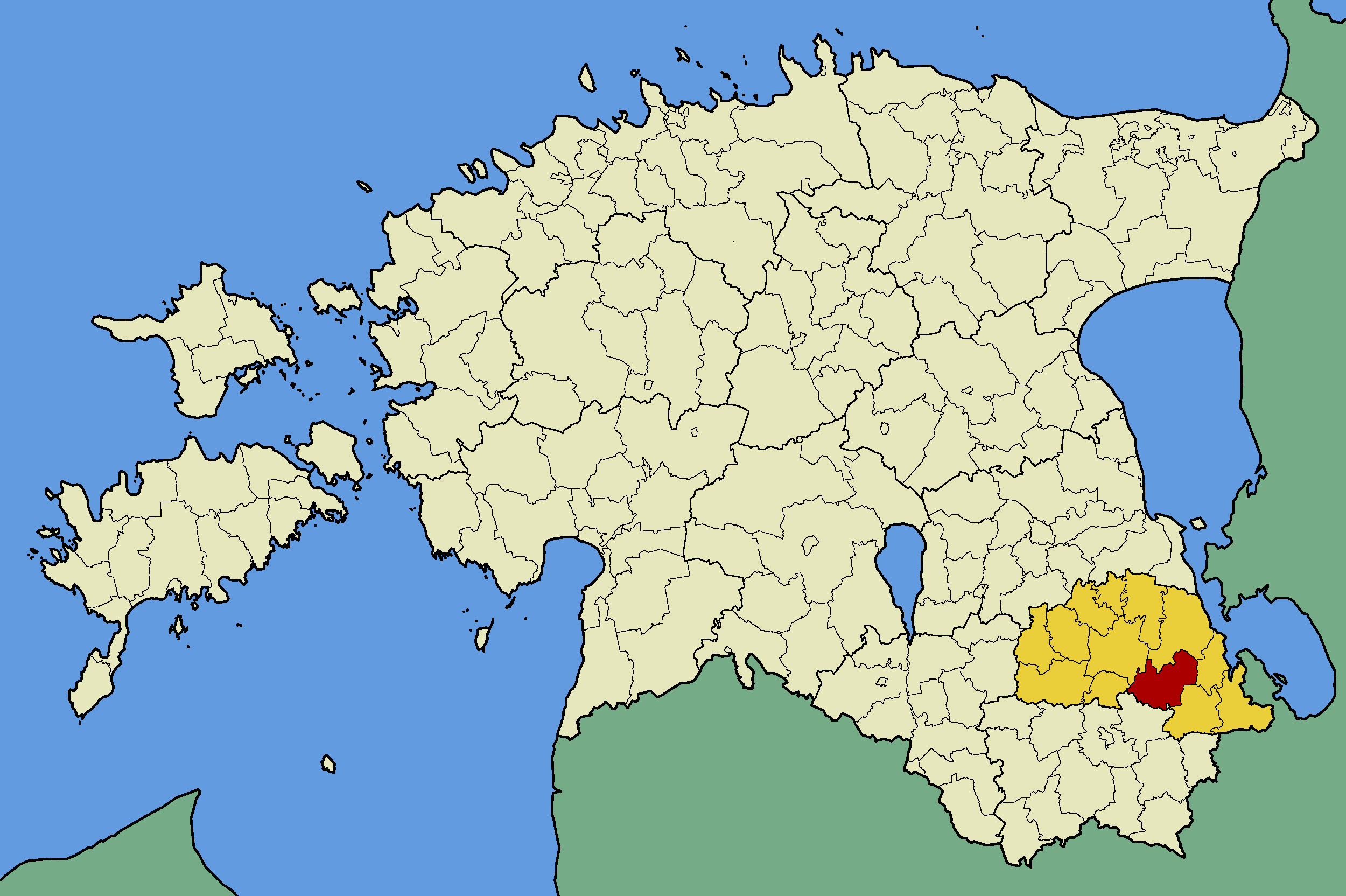
Localisation de l'ancienne commune de Veriora (en rouge) dans le comté de Põlva (en jaune).

Veriora (en estonien : Veriora vald) est une ancienne commune rurale située dans le comté de Põlva en Estonie. Son chef-lieu était le bourg de Veriora.

## Géographie
Elle s'étendait sur une superficie de 200,3 km2 dans le sud-est du comté.
Elle comprenait le bourg de Veriora, ainsi que les villages de Haavapää, Himmiste, Jõevaara, Jõeveere, Kikka, Kirmsi, Koolma, Koolmajärve, Kullamäe, Kunksilla, Laho, Leevi, Lihtensteini, Männisalu, Mõtsavaara, Nohipalo, Pahtpää, Sarvemäe, Soohara, Süvahavva, Timo, Väike-Veerksu, Vändra Vareste, Verioramõisa, Viira, Viluste, Vinso et Võika.

## Histoire
Lors d'une réorganisation administrative en octobre 2017, la commune de Veriora est supprimée et est rattachée à celle de Räpina.

## Démographie
En 2012, la population s'élevait à 1 395 habitants.